# Ocrepeira macaiba
Espèce
Ocrepeira macaiba est une espèce d'araignées aranéomorphes de la famille des Araneidae.

## Distribution
Cette espèce est endémique du Rio Grande do Norte au Brésil,.

## Description
La femelle holotype mesure 4,3 mm.

## Étymologie
Son nom d'espèce lui a été donné en référence au lieu de sa découverte, Macaíba.

## Publication originale
- Levi, 1993 : The Neotropical orb-weaving spiders of the genera Wixia, Pozonia, and Ocrepeira (Araneae: Araneidae). Bulletin of the Museum of Comparative Zoology, vol. 153, p. 47-141 (texte intégral).